# Шутово (Костромская область)
Шутово — деревня в Антроповском муниципальном районе Костромской области. Входит в состав Котельниковского сельского поселения

## География
Находится в центральной части Костромской области на расстоянии приблизительно 42 км на юг-юго-запад по прямой от поселка Антропово, административного центра района.

## История
В XIX — начале XX века деревня входила в состав Макарьевского уезда Костромской губернии. В 1872 году здесь было учтено 14 дворов, в 1907 году —25.

## Население
Постоянное население составляло 113 человек (1872 год), 117 (1897), 142 (1907), 14 в 2002 году (русские 64 %, казахи 29 %), 5 в 2022.